# Villemandeur
Villemandeur – miejscowość i gmina we Francji, w Regionie Centralnym, w departamencie Loiret.
Według danych na rok 1990 gminę zamieszkiwało 5131 osób, a gęstość zaludnienia wynosiła 448 osób/km² (wśród 1842 gmin Regionu Centralnego Villemandeur plasuje się na 66. miejscu pod względem liczby ludności, natomiast pod względem powierzchni na miejscu 1069.).